# Pterotmetus staphyliniformis

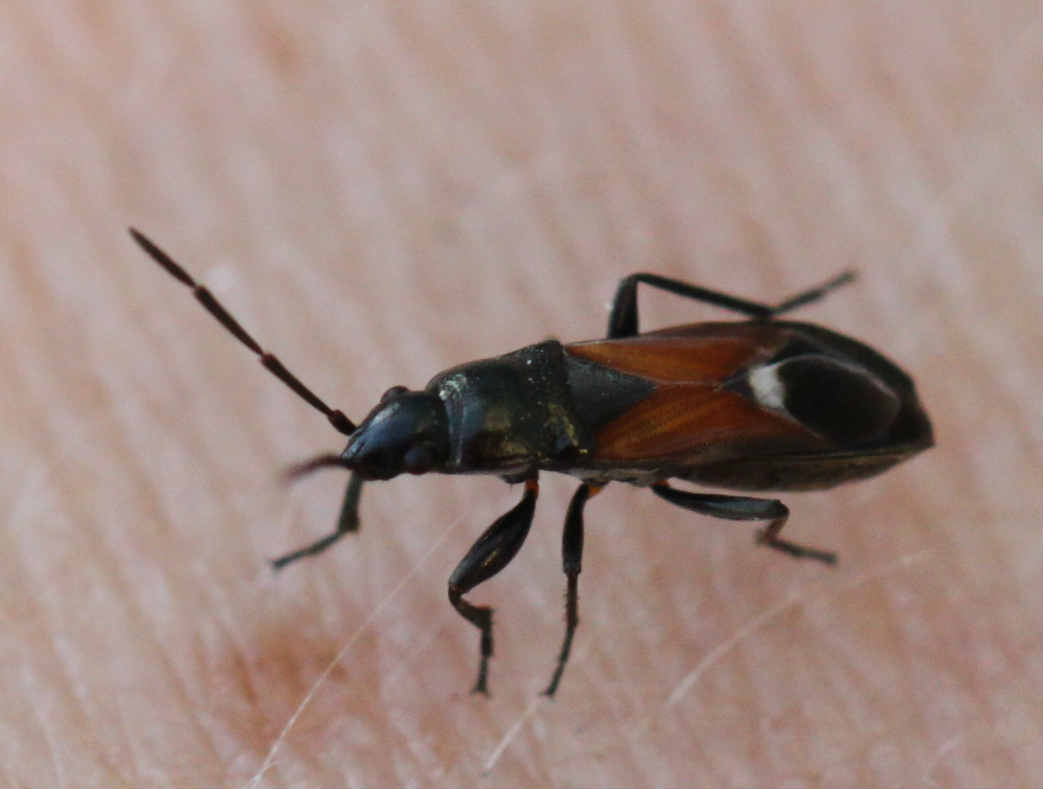
Pterotmetus staphyliniformis – langflügelige Form, Seitenansicht

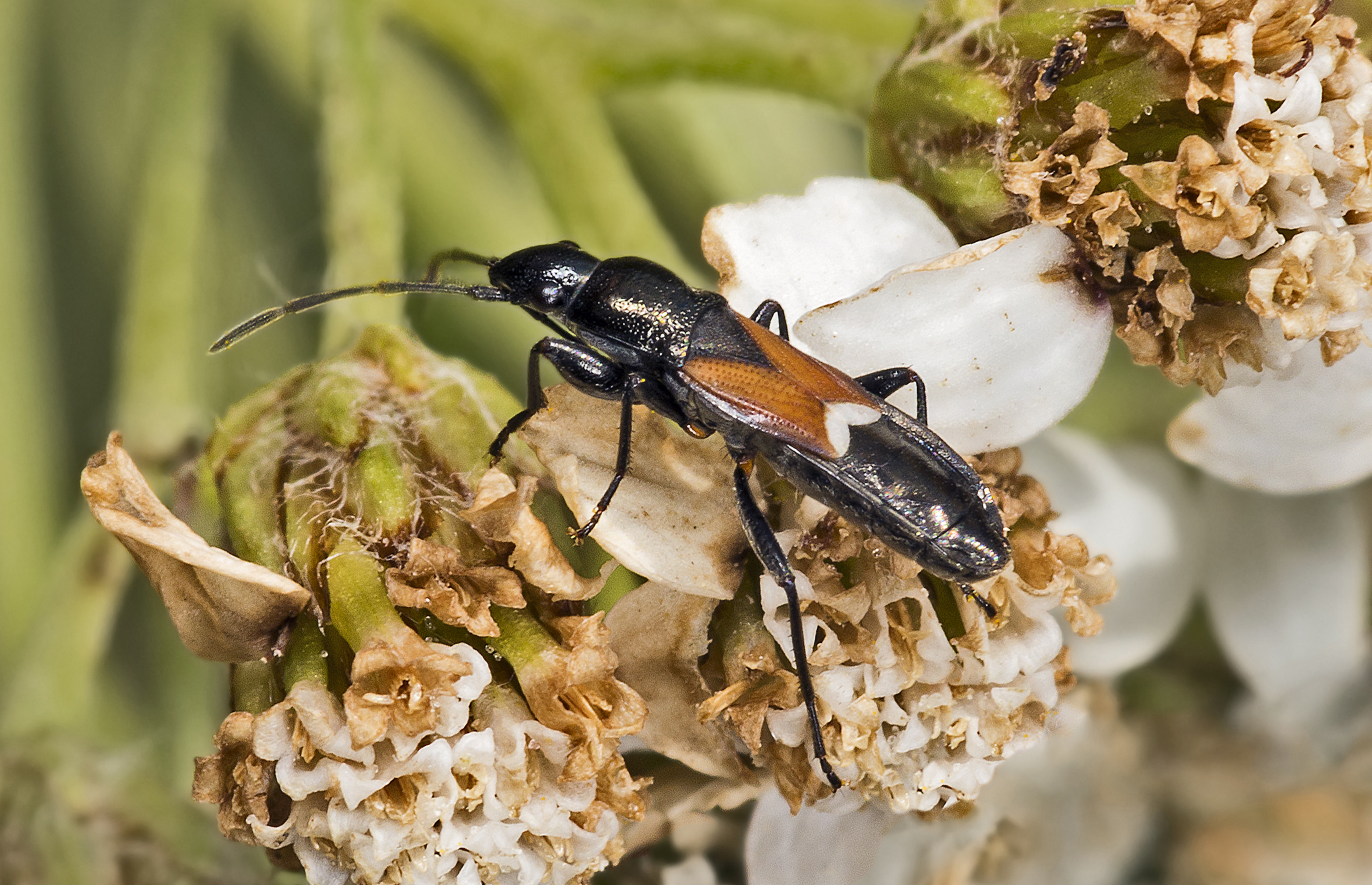
Pterotmetus staphyliniformis – kurzflügelige Form

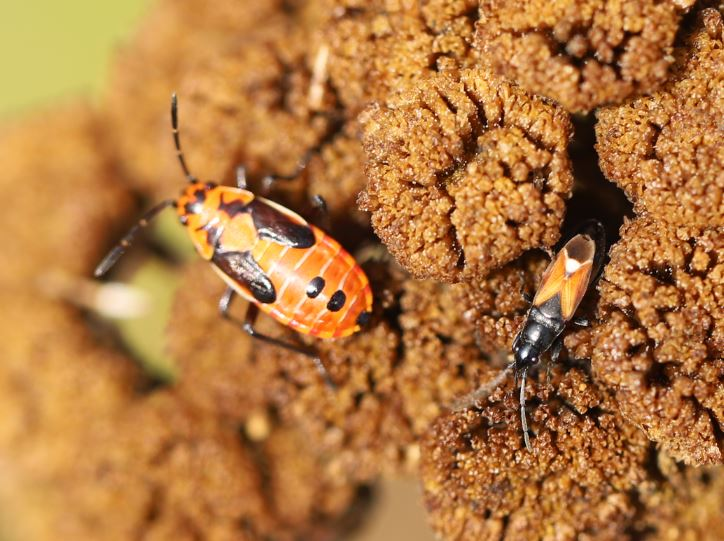
Größenvergleich zu einer Nymphe der Ritterwanze

Pterotmetus staphyliniformis, auch Kurzflüglerartige Bodenwanze genannt, ist eine Wanze aus der Familie der Rhyparochromidae.

## Merkmale
Die Wanzen werden 5 bis 5,5 mm lang. Die Grundfarbe der Wanzen ist schwarz. Das Corium der Vorderflügel ist rotbraun. Die Art ist in der Regel mikropter, hat also zurückgebildete Flügel, es treten jedoch auch makroptere (voll geflügelte) Individuen auf. Bei den makropteren Wanzen handelt es sich meist um Weibchen. Die Femora des vorderen Beinpaares sind besonders kräftig. Die Beine sind fast vollständig schwarz. Lediglich die Basis der Femora aller Beinpaare ist rot gefärbt. Thorax und Hinterleib der Nymphen sind anfangs fast vollständig rot. In den Folgestadien werden diese immer dunkler. Im letzten Nymphenstadium ist die Wanze schwarz. Die Wanzen verdoppeln oder verdreifachen ihre Körpergröße von einem Entwicklungsstadium zum nächsten.

## Verbreitung
Die Wanzenart ist in Europa weit verbreitet, aber nicht häufig. Ihr Verbreitungsgebiet reicht in Europa im Norden bis nach Süd-Skandinavien und beinhaltet auch die Britischen Inseln. Nach Osten reicht das Vorkommen von Pterotmetus staphyliniformis bis nach Innerasien und nach China.

## Lebensweise
Die Tiere leben vor allem am Boden, wo sie an Samen saugen. Die Art bevorzugt Trockenbiotope. Häufig findet man die Wanzen an Besenheide (Calluna vulgaris) und an Rainfarn. Man trifft die Wanzen auch in größerer Zahl, reife Nymphen als auch Imagines, Mitte Juli an den Samenkapseln des Klatschmohns. Die Imagines überwintern. Die Paarung findet üblicherweise zwischen April und Anfang Mai statt. Später werden die Eier vom Weibchen abgelegt. Die adulten Wanzen der neuen Generation erscheinen ab Mitte Juli. Mitte August konnten auf einem verblühten Rainfarn mehrere Nymphenstadien sowie ein Imago der Wanzenart beobachtet werden. Möglicherweise fungiert die ausgewachsene Wanze als Beschützer der Nymphen, da es eine wesentlich größere Ritterwanzennymphe von der Pflanze vertrieb.

## Entwicklungsstadien
Auf den folgenden Bildern sind mehrere Entwicklungsstadien von Pterotmetus staphyliniformis als Nymphe zu sehen.

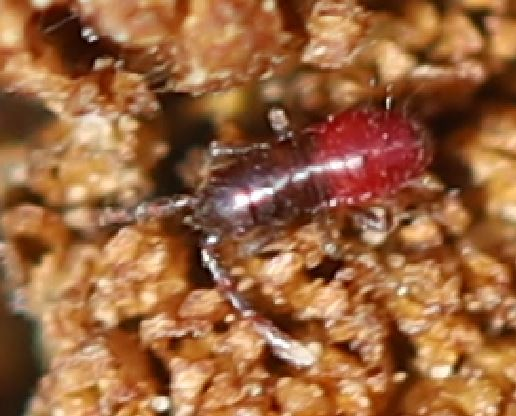
Jungnymphe
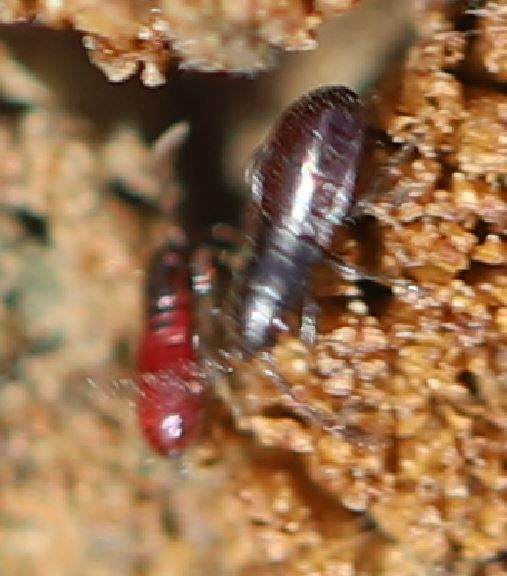
Zwei aufeinander folgende Nymphenstadien
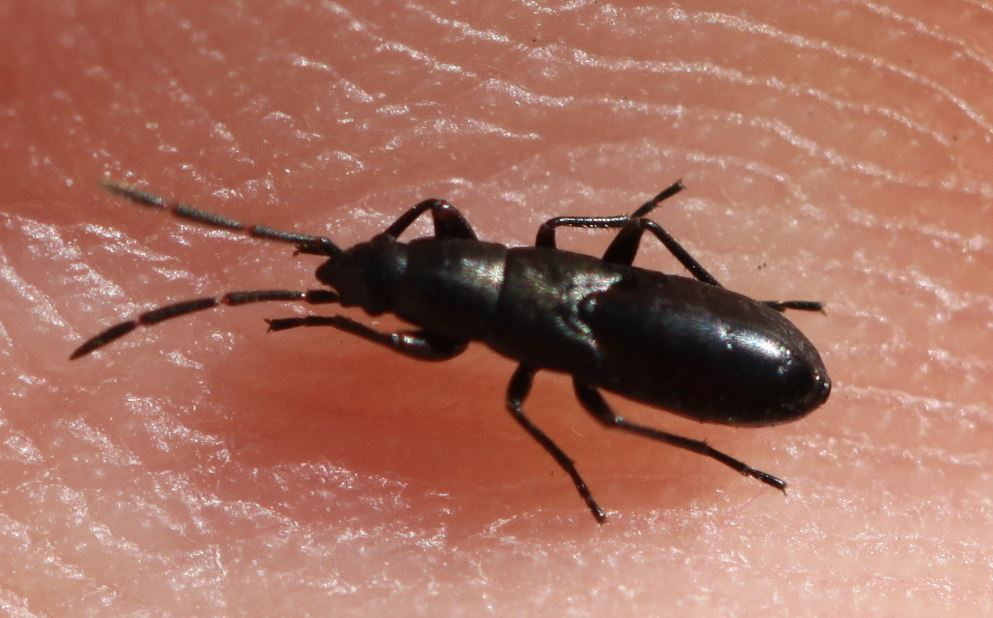
Letztes Nymphenstadium
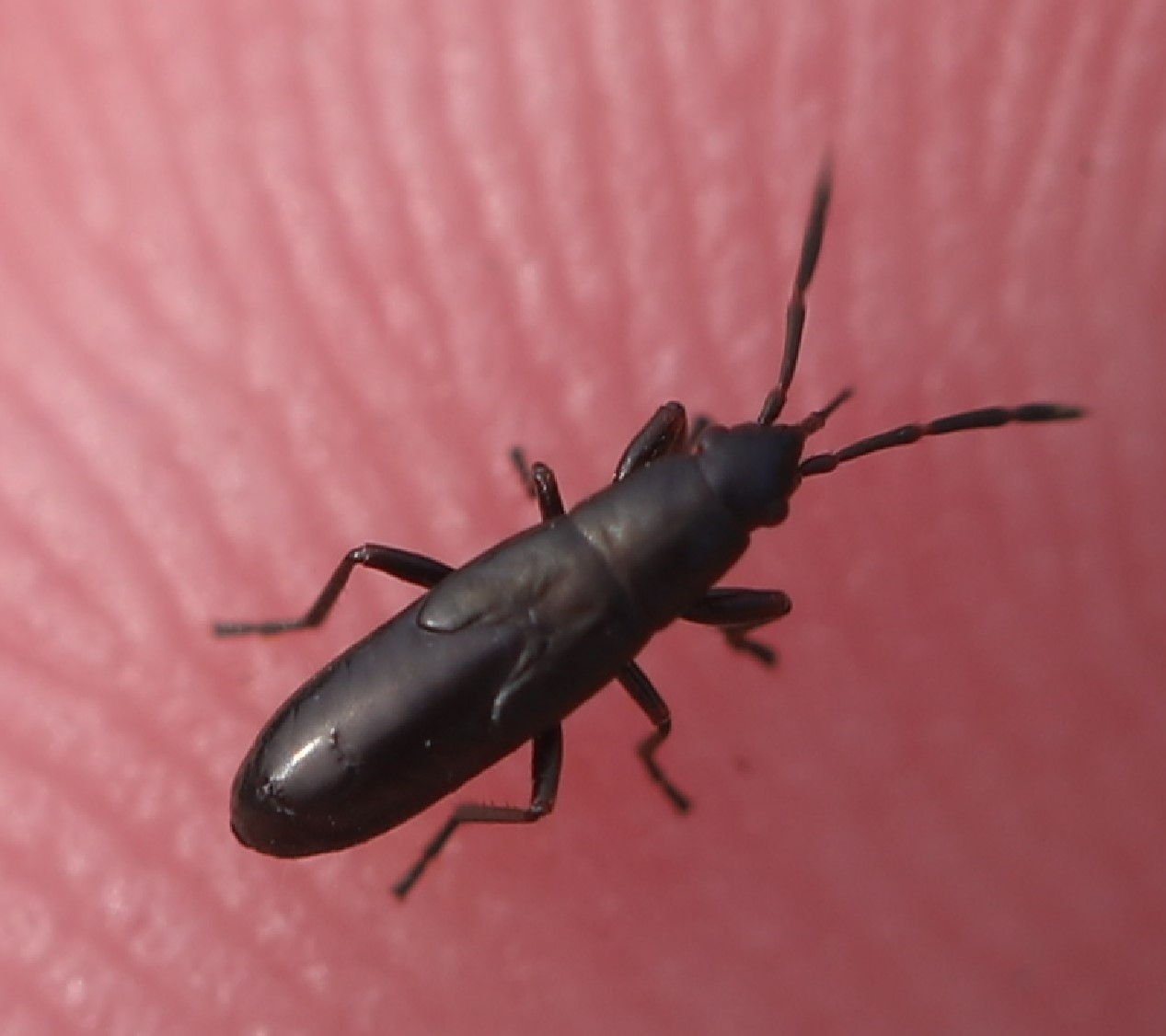
Reife Nymphe
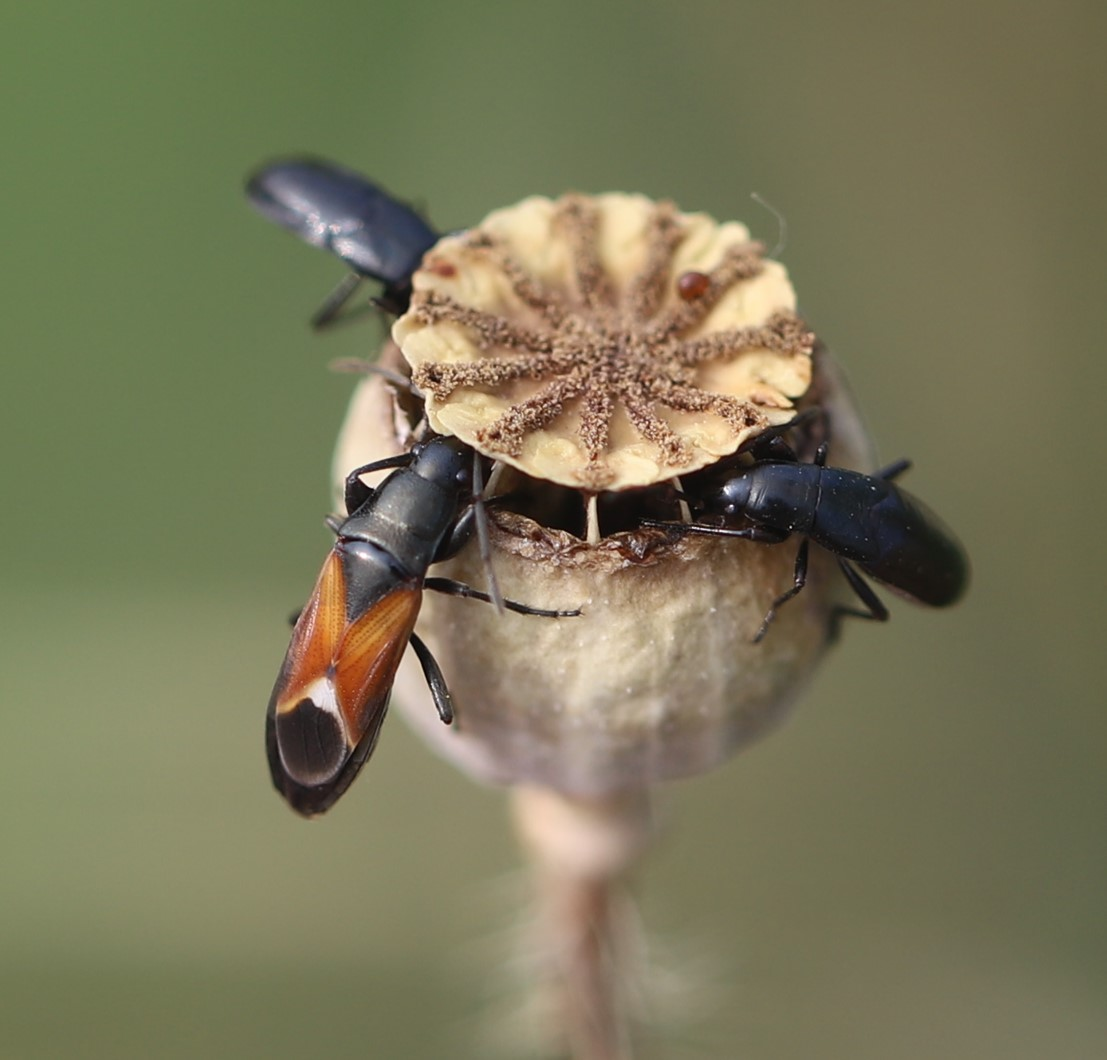
Imago und Nymphen an einer Samenkapsel des Klatschmohns

## Belege